# Harry Lewis
Harry Lewis, de son vrai nom Henry Besterman, est un boxeur américain né le 16 septembre 1886 à New York et mort le 22 février 1956.
Champion du monde des poids welters de 1908 à 1911.

## Carrière
Il devient champion du monde des poids welters après avoir battu Honey Mellody par KO à la 4e reprise le 20 avril 1908 et conserve son titre trois fois en 1910, tout d'abord contre Willie Lewis (deux fois par match nul en 25 rounds), puis contre Young Joseph (victoire par arrêt de l'arbitre à la 7e reprise).
Harry Lewis laisse son titre vacant l'année suivante et poursuit sa carrière en poids moyens. Il met un terme à sa carrière en 1913 et compte à son palmarès 102 victoires contre 35 défaites et 18 matchs nuls..

## Distinction
- Harry Lewis est membre de l'International Boxing Hall of Fame depuis 2008[1].